# Малые ГЭС Ленинградской области
Малые ГЭС Ленинградской области — малые гидроэлектростанции, мощностью менее 25 МВт, расположенные на территории Ленинградской области.
Ленинградская область богата гидроэнергетическими ресурсами, которые используются несколькими более крупными ГЭС: Светогорской и Лесогорской на реке Вуоксе, Верхнесвирской и Нижне-Свирской на реке Свири, Нарвской на Нарве, Волховской на реке Волхов. Кроме них на территории области есть ряд действующих и недействующих малых ГЭС.

## Действующие малые ГЭС

### Лужская ГЭС-2
58°37′48″ с. ш. 29°55′47″ в. д.
Расположена на реке Быстрице. Пущена в 1954 году. Мощность ГЭС — 0,54 МВт, среднегодовая выработка — 0,2 млн кВт.ч. В здании ГЭС установлено два гидроагрегата, работающих на напоре 6,6 м. Основная функция ГЭС — регулирование стока воды по реке Быстрица. Собственник ГЭС — ПАО «ТГК-1».

### Ивановская ГЭС
Пущена в 1996 году (1 очередь, 2 очередь — в 1999 году). Мощность ГЭС — 60 кВт. В здании ГЭС расположено два пропеллерных гидроагрегата, работающих при напоре 10 м — Пр50 и Пр10. ГЭС работает в интересах Лужского рыбзавода, к внешней сети не подсоединена. Напорные сооружения представлены плотиной пруда, созданного в 1906 году для привода машин чесального производства.

## Недействующие ГЭС

### Андреевская ГЭС
Расположена на реке Вилайоки вблизи Выборга, имела мощность 0,6 МВт при выработке 3,6 млн кВт.ч, напор 11,4 м. Станция деривационного типа, с напорным трубопроводом и уравнительным резервуаром. ГЭС была построена в Финляндии, восстановлена в 1959 году, позднее выведена из эксплуатации. По заказу собственника станции (ООО АВАНТАЖ)  силами МНТО ИНСЭТ, разработан проект восстановления ГЭС при мощности 0,73 МВт. В здании ГЭС предусмотрена установка  двух турбин, работающих при напоре 12 м: ГА-8 (0,63 МВт) и Пр50 (0,05 МВт). Отпуск электрической энергии будет реализовываться в сети ЛЕНЭНЕРГО с целью компенсации потерь в сетях ПАО РОССЕТИ в ЛО Финансирование восстановления ГЭС планируется за счёт средств ООО АВАНТАЖ.

### Будогощская ГЭС
Расположена на реке Пчёвже к востоку от посёлка Будогощь. В руинированном состоянии, сохранилось здание машинного зала и основные бетонные сооружения плотины. Имела мощность 600 кВт, выработку 3,6 млн кВт.ч, напор 7,3 м, введена в эксплуатацию в 1959 году.

### Кингисеппская ГЭС
Расположена вблизи Кингисеппа, на реке Луге, на территории Кингисеппского кожевенного завода. Пущена в 1915 году, восстановлена после войны и вновь введена в эксплуатацию в 1951 году. Мощность — 0,7 МВт, среднегодовая выработка 4,2 млн кВт.ч, напор 3 м. В здании ГЭС установлены две турбины. Станция законсервирована с конца 1960-х годов. В настоящее время ГЭС находится в частной собственности (принадлежит ООО «Ветбекс»), в 2005 году выставлялась на продажу,.

### Каскад ГЭС на реке Оредеж

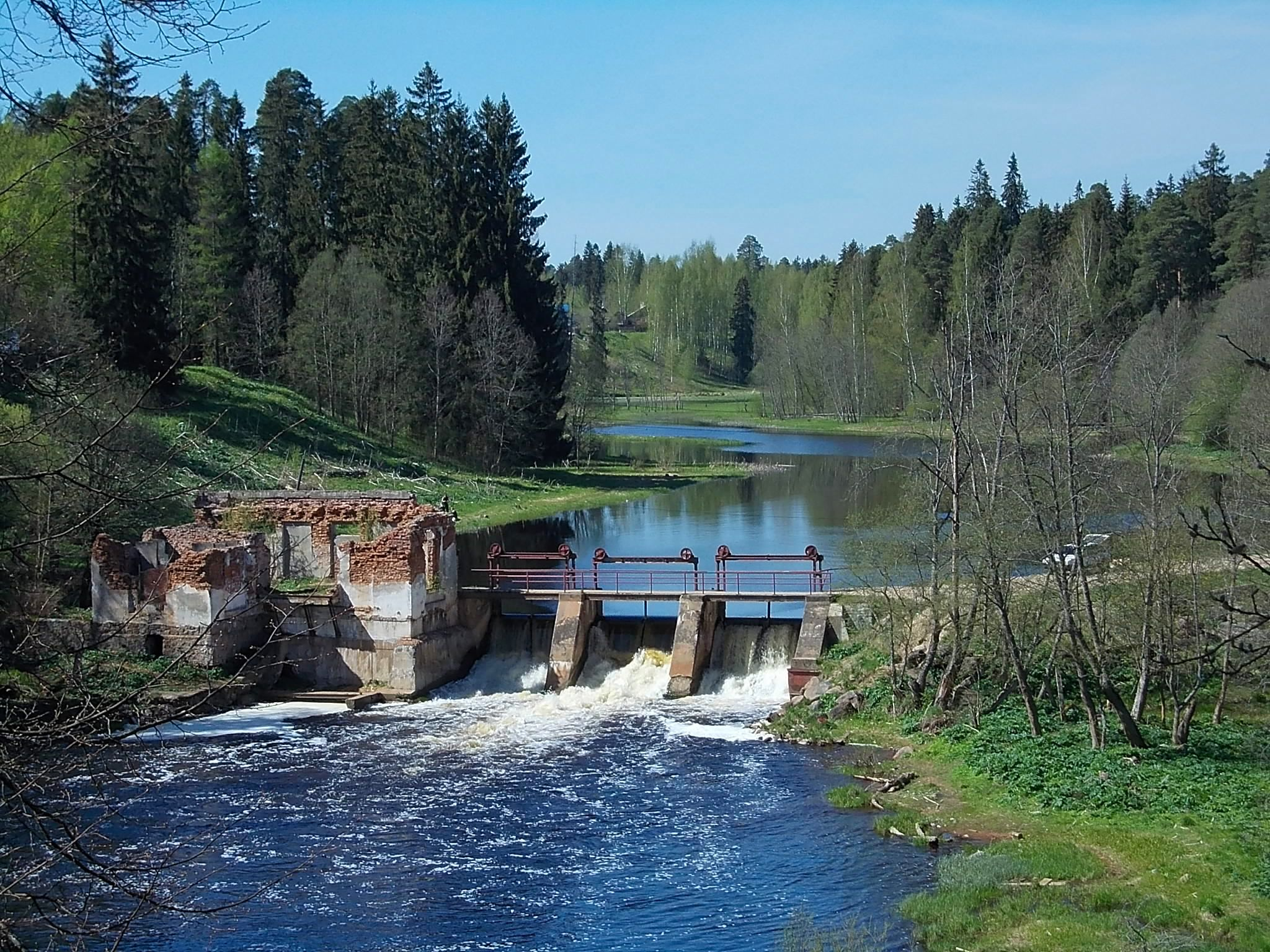
Белогорская плотина на реке Оредеж

Расположен в Гатчинском районе. В состав каскада ГЭС на р. Оредеж входят следующие не эксплуатируемые в настоящее время станции:
- Даймищенская ГЭС;
- Рождественская ГЭС — мощность 175 кВт, выработка 1,05 млн кВт.ч, напор 4,9 м, введена в эксплуатацию в 1954 году;
- Сиверская ГЭС — мощность 175 кВт, выработка 1,05 млн кВт.ч, напор 4,2 м, введена в эксплуатацию в 1957 году;
- Белогорская ГЭС — мощность 175 кВт;
- Вырицкая ГЭС — мощность 400 кВт, выработка 2,4 млн кВт.ч, напор 5,5 м, введена в эксплуатацию в 1953 году;
- Нижнеоредежская (Оредежская) ГЭС — мощность 720 кВт, выработка 4,32 млн кВт.ч, напор 6,3 м, введена в эксплуатацию в 1957 году.

В 1973 году станции каскада были остановлены, гидроэнергетическое оборудование демонтировано, здания машинных залов частично разрушены. Вплоть до середины 2000-х годов плотины использовались в качестве автомобильных мостов. Однако их ухудшающееся состояние привело к тому, что эти мосты были преобразованы в пешеходные. Неоднократно высказывались предложения о восстановлении ГЭС каскада, оставшиеся нереализованными. В 2009 году гидротехнические сооружения ГЭС были переданы в долгосрочную аренду компании «Норд Гидро», планировавшей восстановление ГЭС каскада при мощности около 2 МВт, но эти планы остались нереализованными.

### Лужская ГЭС-1
58°37′09″ с. ш. 29°52′28″ в. д.

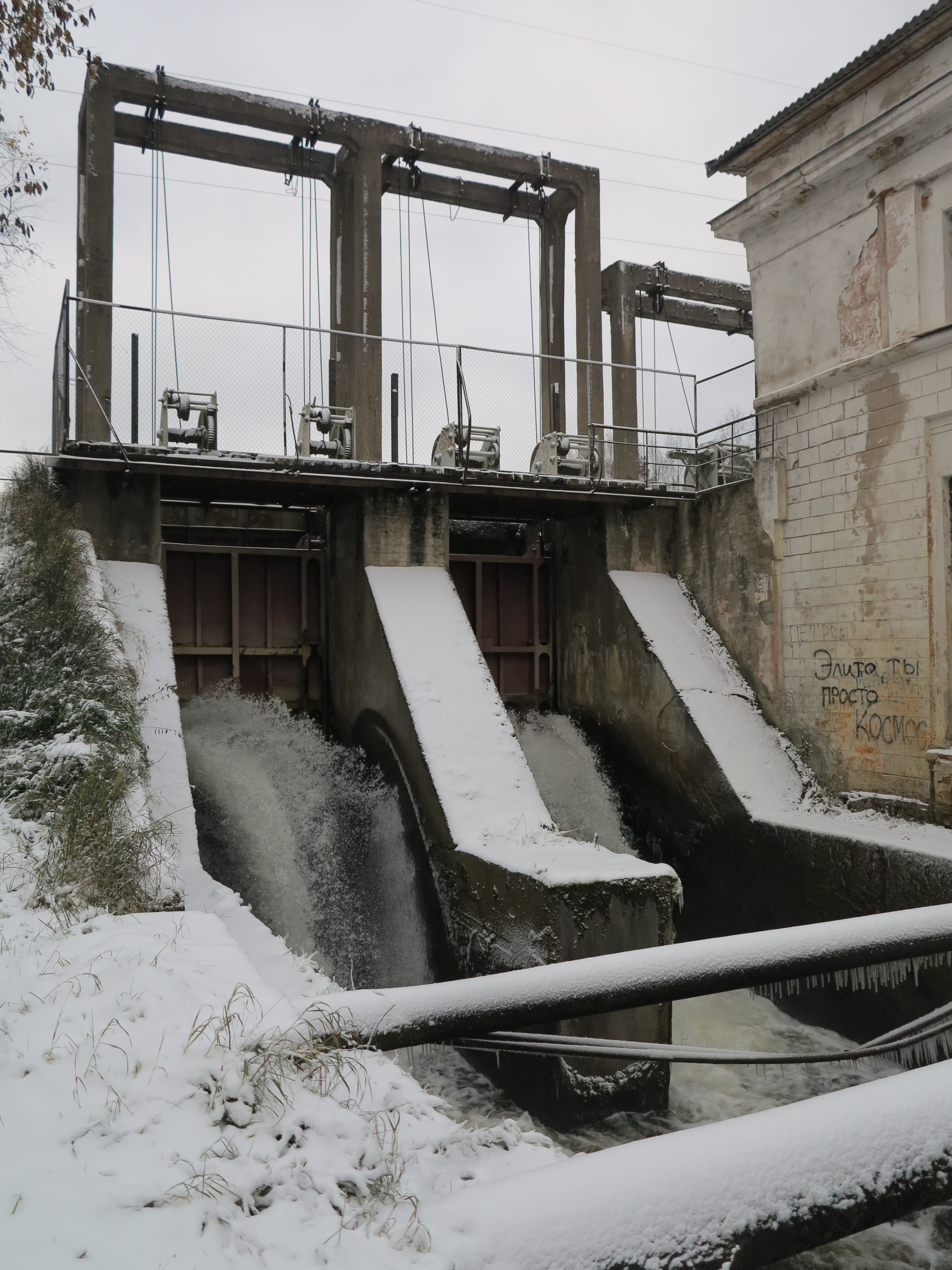
Лужская ГЭС-1 на реке Быстрица

Расположена на истоке реки Быстрицы из озера Врева, чуть выше Лужской ГЭС-2. Введена в эксплуатацию в 1952 году. Мощность 0,37 МВт, выработка 2,22 млн кВт.ч, напор — 6,6 м. В настоящее время не эксплуатируется. Сохранены сооружения электростанции: цел машинный зал, плотина с механизмами затворов. Собственник — АО «Норд Гидро».

### Лукинская ГЭС
60°01′01″ с. ш. 34°43′00″ в. д.
Расположена в деревне Лукино на реке Урья к востоку от Пашозера.

### Рощинская ГЭС
Расположена на реке Рощинке, вблизи пос. Рощино. Построена в Финляндии в 1935 году. в настоящее время не функционирует. Существуют планы восстановления станции.

### Ижорская ГЭС
Расположена на реке Ижоре к югу от Павловска. Состав сооружений ГЭС: плотина на Ижоре, водозаборное сооружение, подводящий канал, здание ГЭС, отводящий канал. Сооружения ГЭС заброшены, оборудование демонтировано. В 2009 году гидротехнические сооружения ГЭС были переданы в долгосрочную аренду компании «Норд Гидро», планирующей восстановление ГЭС.

### Устьевская ГЭС
59°13′04″ с. ш. 29°10′43″ в. д.
Расположена на реке Вруде чуть ниже деревни Устье. Разрушена, сохранился остов плотины, используется в качестве пешеходного моста.